# پلتفرم کریمه
پلتفرم کریمه (انگلیسی: Crimea Platform) یک مکانیزم هماهنگی بین‌المللی است که توسط ولودیمیر زلنسکی رئیس‌جمهور اوکراین، برای مقابله با پیامدها و تهدیدهای اشغال موقت کریمه توسط فدراسیون روسیه و در نهایت، بازگرداندن شبه جزیره تحت کنترل اوکراین آغاز شده‌است.

## حوزه‌های فعالیت
فعالیت پلتفرم کریمه در پنج حوزه اولویت دار انجام می‌شود:
- تحکیم سیاست بین‌المللی عدم به رسمیت شناختن تغییر وضعیت کریمه.
- اثربخشی تحریم‌ها، تقویت آنها و جلوگیری از مسیرهای انحرافی.
- حمایت از حقوق بشر و حقوق بشردوستانه بین‌المللی.
- تضمین امنیت در منطقه آزوف و دریای سیاه و فراتر از آن حفاظت از اصل آزادی ناوبری
- غلبه بر پیامدهای زیست‌محیطی و اقتصادی اشغال.

## اجلاس
اجلاس سازندگان پلتفرم کریمه در ۲۳ اوت ۲۰۲۱ در کیف برگزار شد. این اولین رویداد پلتفرم در بالاترین سطح سیاسی بود و فعالیت‌های خود را رسماً آغاز کرد. در این اجلاس ۴۶ کشور و سازمان بین‌المللی حضور داشتند.

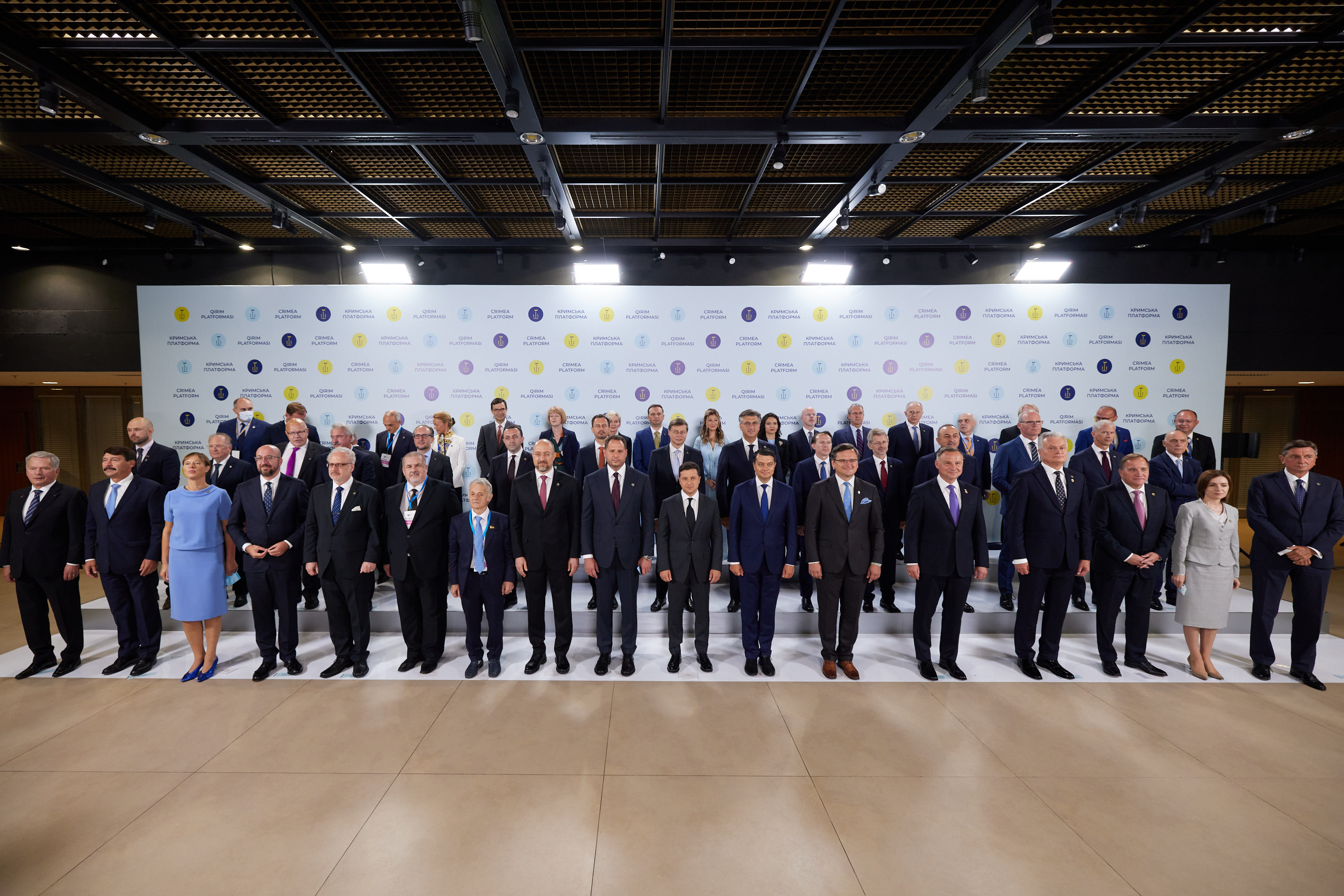
شرکت‌کنندگان در اولین نشست پلتفرم کریمه

### فهرست کشورهای شرکت کننده

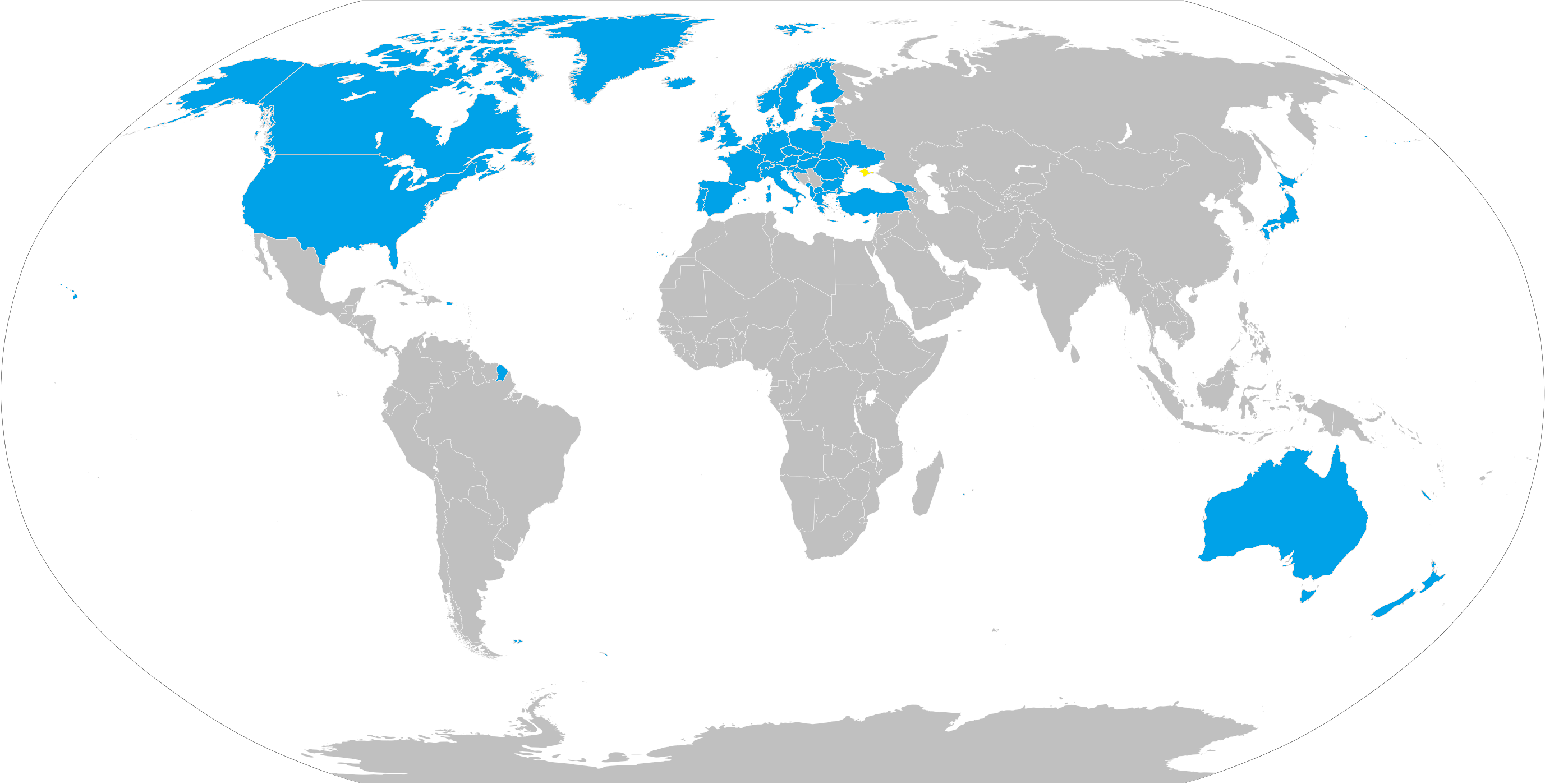
نقشه کشورهای شرکت کننده در پلتفرم کریمه

### فهرست کشورهای شرکت کننده[۴][۵][۶][۷]

#### اعضایجی ۷
- کانادا
- فرانسه
- آلمان
- ایتالیا
- ژاپن
- بریتانیا
- ایالات متحده آمریکا

#### دیگر اعضای شرکت‌کننده
- لتونی[۸]
- لیتوانی[۹]
- استونی[۱۰]
- لهستان[۱۱]
- اسلواکی
- مجارستان
- مولدووا[۱۲][۱۳]
- اسلوونی
- فنلاند
- رومانی
- گرجستان[۱۴][۱۵]
- کرواسی
- سوئد[۱۶]
- سوئیس
- جمهوری چک
- ترکیه
- اسپانیا
- اسرائیل
- بلژیک
- لوکزامبورگ
- اتریش
- هلند
- ایرلند
- دانمارک
- بلغارستان
- مونته‌نگرو
- مقدونیه شمالی
- پرتغال
- نروژ
- نیوزیلند
- مالت
- استرالیا
- قبرس
- یونان
- ایسلند
- آلبانی
- ناتو
- اتحادیه اروپا
- اتحادیه اروپا
- شورای اروپا
- سازمان توسعه اقتصادی و دموکراسی گوآم (GUAM)